# Хубушкиа
| Урарту и Ассирия |

Хубушкиа — древняя хурриттская область и царство в долине реки Бохтан, название, видимо, означает «долинная местность». Буферное независимое государство, с IX в. до н. э. сохранявшееся на Армянском нагорье в долине р. Кентрита-Бохтана между Ассирией, и Урарту, а также и Фригией, которое эти державы либо не могли покорить, либо покоряли лишь на короткий срок и не могли удержать в подчинении. Сыграло определённую роль в возникновении позднейшей армянской государственности.
Располагалось на юге Армянского нагорья, в горах Тавра, в верховьях реки Тигр. Не вошло в состав родственного ему царства Биайнили, сохранив самостоятельность. В Ассирийских источниках описано неоднократное получение дани от Хубушкийский царей Даты (Дади) и Какиа Ашшурнасирапалом II и Салмансаром III, так и от царя Ианзу Саргоном II.
Впоследствии в центре Хубушкиа располагается страна и одноимённый город Мокк.